# Maxim Belkov
Maxim Belkov, né le 9 janvier 1985 à Ijevsk, est un coureur cycliste russe. Champion d'Europe du contre-la-montre espoirs en 2007, il est professionnel de 2009 à 2018.

## Biographie
En catégorie espoirs (moins de 23 ans), Maxim Belkov est champion de Russie du contre-la-montre en 2006 et champion d'Europe en 2007. Il devient coureur professionnel en 2009 au sein de l'équipe ISD qui devient par la suite ISD-Neri. 
En 2011, il est recruté par l'UCI ProTeam Vacansoleil-DCM. Il dispute avec elle le Tour d'Italie, son premier grand tour. 
L'année suivante, il rejoint l'équipe russe Katusha. 
En 2013, il remporte une étape du Tour d'Italie, réussissant à se défaire de ses compagnons d'échappée.
Fin 2015, il prolonge son contrat avec la formation russe Katusha.
Au mois d'octobre 2016 il renouvelle son contrat avec l'équipe Katusha.

## Palmarès et classements mondiaux

### Palmarès
- 2003
  - Brescia-Monte Magno
  - 1re étape du Tour de Lorraine juniors
  - 2e de la Course de la Paix juniors
- 2004
  - Circuito Internazionale di Caneva
  - 2e du Tour des régions italiennes
  - 3e du Trofeo SC Corsanico
- 2005
  -  Champion de Russie du contre-la-montre espoirs
  - 6e du championnat d'Europe sur route espoirs
  - 8e du championnat d'Europe du contre-la-montre espoirs
- 2006
  -  Champion de Russie du contre-la-montre espoirs
  - Grand Prix de l'industrie et du commerce de San Vendemiano
  - Coppa Giuseppe Romita
  - 2e du Tour des régions italiennes
  - 3e du championnat de Russie du contre-la-montre
- 2007
  -  Champion d'Europe du contre-la-montre espoirs
  - 2e du championnat de Russie du contre-la-montre espoirs
- 2008
  - Mémorial Moroni Andrea
  - Grand Prix de la ville d'Empoli
- 2009
  - 1reb étape de la Semaine internationale Coppi et Bartali (contre-la-montre par équipes)
  - 3e du championnat de Russie du contre-la-montre
- 2010
  - 1re étape du Brixia Tour (contre-la-montre par équipes)
- 2013
  - 1reb étape de la Semaine internationale Coppi et Bartali (contre-la-montre par équipes)
  - 9e étape du Tour d'Italie
  - 3e étape du Tour des Fjords (contre la montre par équipes)
- 2016
  - 2e du championnat de Russie sur route
  - 3e du championnat de Russie du contre-la-montre
- 2017
  - 2e du championnat de Russie du contre-la-montre

### Résultats sur les grands tours

#### Tour d'Italie
7 participations
- 2011 : 101e
- 2013 : hors délais (18e étape), vainqueur de la 9e étape
- 2014 : 90e
- 2015 : 102e
- 2016 : 116e
- 2017 : 125e
- 2018 : 127e

#### Tour d'Espagne
1 participation
- 2017 : 134e

### Classements mondiaux
| Année           | 2005 | 2006 | 2007 | 2008 | 2009 | 2010 | 2011 | 2012 | 2013 | 2014 | 2015 |
| --------------- | ---- | ---- | ---- | ---- | ---- | ---- | ---- | ---- | ---- | ---- | ---- |
| UCI Europe Tour | 423e | 326e | 571e | 959e | 658e | 393e |      |      |      |      |      |
| UCI World Tour  |      |      |      |      |      |      | nc   | nc   | 135e | nc   | 210e |